# 李成萬
李成萬（：／ Lee Seong-man，1961年11月4日—），大韓民國自由派政治人物，第21屆國會議員。